# 30. јун
30. јун (30. 6) јест 181. дан године по грегоријанском календару (182. у преступној години). До краја године има још 184 дана.

## Догађаји
- 1520 — Током шпанског освајања Мексика у Теночтитлану је убијен последњи цар Астечког царства Монтезума II.
- 1559 — Поводом потписивања мира у Като-Камбрезију организоване су витешке игре у којима је несрећно настрадао француски краљ Анри II.
- 1859 — Чарлс Блондин пред 25.000 гледалаца преко разапетог конопца прешао изнад Нијагариних водопада, из САД у Канаду.
- 1876 — Србија и Црна Гора, у савезништву с Русијом, објавиле рат Турској.
- 1908 — У источни Сибир је пао Тунгуски метеорит од чије експлозије се осетило подрхтавање тла и у средњој Европи.
- 1913 — Наредбом бугарског краља Фердинанда извршен препад на српску и грчку војску у Македонији. Уследила битка на Брегалници којом је почео Други балкански рат, у који је 10. јула ушла и Румунија, запосевши северну Бугарску. Рат завршен миром у Букурешту 10. августа исте године.
- 1930 — Уједињено Краљевство признала независност Ирака, који је на међународној конференцији у Сан Рему 1920. проглашен за британско мандатно подручје.
- 1934 — Уз подршку војних кругова Хитлер, под оптужбом да су припремали заверу, ликвидирао на стотине блиских сарадника у „Ноћи дугих ножева”, међу њима Ернста Рема и Грегора Штрасера.
- 1936 — Етиопски цар Хајле Селасије упутио, у седишту Лиге народа, апел за помоћ поводом инвазије Италије на Етиопију. Лига народа одредила санкције против Италије, али оне нису поштоване.
- 1941 — На Белом Брегу у околини Зајечара одржано саветовање ОК КПЈ за Тимочку Крајину на ком је донета одлука о формирању Бољевачког, Тимочко-Заглавског и Крајинског партизанског НОП одреда.
- 1943 — Америчке трупе искрцале се у Другом светском рату на острво Њу Џорџија. Током операције оборен 121 јапански авион.
- 1944 — Одржано је друго засједање ЗАВНОБиХ-a у Санском Мосту.
- 1948 — Југословенска штампа објавила Резолуцију Информационог бироа комунистичких и радничких партија о стању у Комунистичкој партији Југославије и одговор Централног комитета КПЈ којим се одбацују оптужбе изнете у Резолуцији. Уследила хапшења и затварања чланова КПЈ који су се определи за ставове Информбироа.
- 1950 — Председник САД Хари Труман издао наређење америчким трупама стационираним у Јапану да помогну Републици Кореји да одбије напад Северне Кореје.
- 1960 — Република Конго прогласила независност од Белгије. За првог председника изабран Џозеф Касавубу, а за премијера Патрис Лумумба.
- 1962 — Последњи припадници француске Легије странаца су напустили Алжир.
- 1963 — Кардинал Ђовани Батиста Монтини устоличен као папа Павле VI, чији је понтификат обележен спровођењем идеје о помирењу са осталим хришћанским црквама.
- 1971 — Совјетски космонаути Георгиј Добровољски, Владислав Волков и Виктор Патсајев су погинули приликом приземљења свемирског брода Сојуз 11, који је у орбити око Земље провео рекордних 570 часова и 22 минута.
- 1974 — Руски балетски играч Михаил Баришњиков напустио, током турнеје у Канади, ансамбл балета Бољшог театра и остао да живи на Западу.
- 1989 — Судански генерал Омар ел Башир у државном удару оборио владу Садека ал Махдија.
- 1995 — Влада у Сарајеву прекинула све контакте са специјалним изаслаником Уједињених нација Јасушијем Акашијем оптужујући га за попустљив став према босанским Србима.
- 1996 — Под снажним притиском међународне заједнице и председника Србије Слободана Милошевића председник Републике Српске Радован Караџић пренео председничка овлашћења на потпредседницу РС Биљану Плавшић.
- 1997 — Кина је званично преузела контролу над Хонгконгом после 156 година британске колонијалне управе.
- 1999 — Шкотска после скоро 300 година поново добила свој парламент.
- 2001 —
  - Група хулигана и политичких екстремиста претукла, на Тргу Републике у Београду, неколико хомосексуалаца и спречила одржавање прве „Геј параде” у Србији.
  - Југословенска глумица Тијана Кондић на филмском фестивалу у Пули, у Хрватској, добила Златну арену за најбољу женску улогу, за филм „Наташа”. То је било прво учешће филма из Југославије на том фестивалу од распада СФРЈ.
  - Премијер Белгије Гај Верхофштад посетио Конго. То је прва посета неког белгијског званичника тој афричкој земљи после „Хладног рата” и прекида односа који су трајали 20 година.
- 2003 — Србин Жељко Меакић, оптужен пред Хашким трибуналом за ратне злочине у логору Омарска код Приједора, предао се властима Републике Српске, а потом изручен том суду.
- 2004 — Представник међународне заједнице у Босни и Херцеговини Педи Ешдаун сменио председника парламента Републике Српске Драгана Калинића и забранио му сваки јавни и политички рад. Са дужности у Републици Српској смењено још 60 особа, због несарадње с Хашким трибуналом.

## Рођења
- 1470 — Шарл VIII Валоа, краљ Француске (1483—1498). (прем. 1498)[1]
- 1888 — Вукосава Велимировић, српска вајарка, списатељица за децу, илустраторка, ликовна критичарка и преводилац. (прем. 1965)
- 1893 — Валтер Улбрихт, немачки комунистички политичар. (прем. 1973)[2][3]
- 1911 — Чеслав Милош, пољско-амерички књижевник, есејиста, преводилац и дипломата, добитник Нобелове награде за књижевност (1980). (прем. 2004)
- 1917 — Сузан Хејвард, америчка глумица и модел. (прем. 1975)[4]
- 1929 — Властимир Ђуза Стојиљковић, српски глумац и певач. (прем. 2015)[5]
- 1933 — Томислав Ивић, хрватски фудбалер и фудбалски тренер. (прем. 2011)[6]
- 1938 — Мирко Новосел, хрватски кошаркаш и кошаркашки тренер. (прем. 2023)
- 1951 — Станли Кларк, амерички музичар и композитор, најпознатији као басиста и контрабасиста.[7]
- 1956 — Петар Јањатовић, српски музички новинар и критичар.
- 1959 — Винсент Д’Онофрио, амерички глумац, редитељ, сценариста и продуцент.[8]
- 1961 — Ксенија Пајић, хрватска глумица.[9]
- 1962 — Предраг Бјелац, српски глумац.[10]
- 1963 — Владимир Вермезовић, српски фудбалер и фудбалски тренер.[11]
- 1963 — Ингви Малмстен, шведски музичар, најпознатији као гитариста.[12]
- 1965 — Мич Ричмонд, амерички кошаркаш.[13]
- 1966 — Мајк Тајсон, амерички боксер.[14]
- 1966 — Мартон Чокаш, новозеландски глумац.[15]
- 1971 — Моника Потер, америчка глумица.[16]
- 1975 — Ралф Шумахер, немачки аутомобилиста, возач Формуле 1.[17]
- 1978 — Јелена Ступљанин, српска глумица.[18]
- 1982 — Лизи Каплан, америчка глумица.[19]
- 1983 — Шерил, енглеска певачица.[20]
- 1984 — Иван Кољевић, црногорски кошаркаш.[21]
- 1985 — Мајкл Фелпс, амерички пливач.[22]
- 1990 — Јака Блажич, словеначки кошаркаш.[23]
- 1990 — Невена Јовановић, српска кошаркашица.[24]
- 1990 — Душан Лајовић, српски тенисер.[25]
- 1992 — Јована Стевановић, српска одбојкашица.[26]
- 1993 — Едита Арадиновић, српска певачица.[27]
- 1994 — Стефан Фундић, српски кошаркаш.[28]

## Смрти
- 1938 — Милан Ракић, српски писац, позоришни критичар и дипломата (рођ. 1876)[29]
- 1974 — Алберт Кинг, мајка Мартина Лутера Кинга (рођ. 1904)[30]
- 1983 — Боро Андов, македонски писац (рођ. 1920)[31]
- 1987 — Федерико Момпу, шпански композитор и пијаниста (рођ. 1893)[32]
- 1995 — Филис Хајман, америчка певачица (рођ. 1949)[33]
- 2001 — Чет Аткинс, амерички музичар, текстописац и музички продуцент (рођ. 1924)[34]
- 2017 — Симон Веј, француска политичарка и адвокатица (рођ. 1927)[35]
- 2019 — Борка Павићевић, српски драматург, колумниста и културни активиста (рођ. 1947)
- 2019 — Момир Булатовић (рођ. 1956)

## Празници и дани сећања
- Српска православна црква слави:
  - Свете мученике Мануила, Савела и Исмаила
  - Преподобног Пиора, отшелника нитријског